# Dacrycarpus cinctus
Dacrycarpus cinctus är en barrträdart som först beskrevs av Pilg., och fick sitt nu gällande namn av De Laub.. Dacrycarpus cinctus ingår i släktet Dacrycarpus, och familjen Podocarpaceae. IUCN kategoriserar arten globalt som livskraftig. Inga underarter finns listade i Catalogue of Life.